# DJ Vadim
Pour les articles homonymes, voir Vadim.
DJ Vadim, de son vrai nom Vadim Peare, est un disc jockey et producteur russe ayant émigré dans sa jeunesse en Angleterre, au Royaume-Uni. Il mêle hip-hop, soul, reggae et electronica. Il est décrit par la presse spécialisée comme « l'un des quelques artistes véritablement innovateurs dans le domaine du hip-hop » et comme artiste qui « ne peut être ignoré. » Il participe en moyenne à 170-180 soirées par an et a joué dans plus de 63 pays.

## Biographie
En 1994, Vadim fonde son propre label indépendant, Jazz Fudge, mais signe au label Ninja Tune l'année suivante, avant de publier à son propre label Barely Breaking Even (BBE) en 2007. En 1995, Vadim publie ses deux premiers EP Abstract Hallucinating Gases et Headz Ain't Ready sur son propre label, Jazz Fudge. Au label Ninja Tune, il publie U.S.S.R. Repertoire (The Theory of Verticality) le 14 octobre 1996, USSR Reconstruction, un album avec des remix de ses premiers morceaux, notamment par DJ Krush et Kid Koala. En 1999, il publie un album rap, The Isolationist, en collaboration avec les rappeurs d'Antipop Consortium.
De retour sur Ninja Tune, il publie USSR: Life from the Other Side en 1999, et USSR: The Art of Listening en octobre 2002.
En 2005, il monte le groupe One Self avec la chanteuse Yarah Bravo, sa femme de l'époque, et le MC Blu Rum 13. Ensemble, ils composent l'album Children of Possibility, publié le 25 septembre 2005. En 2007, Vadim publie son album The Soundcatcher, fruit de son exil new-yorkais, le 3 avril. Il publie ensuite son album U Can't Lurn Imaginashun est publié le 12 mai 2009 et fait participer Big Red, Sabirajade et Pugs Atomz.
Le 16 octobre 2012, il publie son album Don't Be Scared, qui fait participer Sabirajade, Greg Blackman, et Yarah Bravo. Vadim travaille aussi sous le nom de Bug, avec Kevin Martin, Dave Cochran, et Alex Buess. Des chanteurs de reggae comme Demolition Man, Governor Tiggy, et Rio Hemopo contribuent à son album Dubcatcher le 17 juin 2014,. La même année, son single Grow Slow atteint la 13e place des Billboard Top Reggae Albums. Max Romeo, General Levy, et Tippa Irie contribueront à sa suite publiée en février 2016, Dubcatcher, Vol. 2,.

## Discographie

### Albums studio
- 1996 : U.S.S.R. Repertoire (Ninja Tune)
- 1998 : U.S.S.R. Reconstruction (Ninja Tune)
- 1999 : U.S.S.R. Life from the Other Side (Ninja Tune)
- 1999 : U.S.S.R. Instrumental to Life (Ninja Tune)
- 2002 : U.S.S.R. The Art of Listening (Ninja Tune)
- 2002 : U.S.S.R. The Art of Instrumentals (Ninja Tune)
- 2007 : The Soundcatcher (Barely Breaking Even)
- 2009 : U Can't Lurn Imaginashun (BBE)
- 2012 : Don't Be Scared (BBE)
- 2014 : Dubcatcher
- 2016 : Dubcatcher Vol. 2

### Compilations
- 1997 : DJ Vadim Presents: Sculpture and Broken Sound (P-Vine Records)
- 1998 : Architects of the Great (Jazz Fudge)
- 2003 : The Forgotten Women/Stereo Pictures (MK2)
- 2005 : Lettuce Propelled Rockets (JFM)
- 2007 : Live in Brooklyn (Mothergrain)

### EPs
- 1995 : Abstract Hallucinating Gases (Jazz Fudge)
- 1995 : Headz Ain't Ready (Jazz Fudge)
- 2002 : Bang 2K (Ninja Tune)

### Singles
- 1996 : Nonlateral Hypothesis
- 1996 : Aural Prostitution
- 1996 : Heterogeneous b/w Nocturnal Thought Tracks
- 1997 : Conquest of the Irrational
- 1999 : Friction
- 1999 : It's Obvious
- 2000 : Your Revolution b/w The Higher Standard
- 2002 : Leaches b/w Up to Jah
- 2002 : Combustible b/w Ghetto Rebels b/w Dimelo es el Verbo
- 2002 : It's On
- 2003 : Edie Brickell b/w Cum Shots
- 2003 : Till Sun's In Your Eyes b/w Headline News
- 2005 : Explode
- 2007 : Like the Wind b/w Boom Sumting
- 2007 : Got to Rock b/w Black Is the Night
- 2008 : Talk to Me b/w Like The Wind
- 2009 : Hidden Treasure b/w Saturday b/w Soldier
- 2015 : Fussin n' Fighting (feat. Demolition Man)

### Albums collaboratifs
- 1996 : Confessions (avec Little Aida)
- 1997 : Revelations of Wrath (avec Andre Gurov)
- 1997 : A New Rap Language (avec Andre Gurov)
- 1997 : Taping the Conversation (avec The Bug)
- 1998 : Hydrogen Slush (avec The Isolationist)
- 1999 : The Isolationist (avec The Isolationist)
- 2005 : August Showers (avec Blixton Rodriguez)
- 2005 : Children of Possibility (avec One Self)
- 2005 : Children of Instrumentals (avec One Self)
- 2005 : Be Your Own (avec One Self)
- 2005 : The Blue Bird b/w Fear the Labour (avec One Self)
- 2005 : Paranoid b/w Over Expose b/w Come Along (avec One Self)
- 2006 : Organically Grown (avec One Self)

### Productions
- 2002 : TTC - De pauvres riches, sur l'album Ceci n'est pas un disque
- 2005 : DJ Cam - Innervisions (DJ Vadim Remix), sur l'album Revisited By
- 2011 : The Glitch Mob - Fortune Days (DJ Vadim Remix), sur l'album Drink the Sea: The Remixes
- 2012 : Sifu VERSUS - Ανάβει Πράσινο (Anavi Prasino), sur l'album Anavi Prasino w/ b-side: Idia Poreia)